# 段树民
段树民（1957年10月20日—），男，安徽蒙城人，中国神经生物学家，中國科學院院士。浙江大学医学部主任、浙江大学脑科学与脑医学学院院长。

## 生平
1982年毕业于蚌埠医学院，1985年获得南通医学院硕士学位，1991年取得日本九州大学博士学位。1997年至1999年在夏威夷大学和加州大学旧金山分校做博士后研究。2018年1月，当选第十三届全国政协委员。

## 学术贡献
他长期从事神经生物学研究。在胶质细胞对神经环路和突触可塑性的调控、胶质细胞信号分子释放机制、沉默突触活化机制等方面有重要研究成果。

## 社会兼职
全國政協委員、中国科学院上海生命科学研究院神经科学研究所突触发育和可塑性实验室主任、中国神经科学国家重点实验室主任，國際雜誌《Glia》《Hippocampus》《Neurobiology Disease》的編撰委員。

## 荣誉
发展中国家科学院（又稱為第三世界科学院，TWAS）院士。